# Galvanostegia

Ricoprimento di un metallo (Me) con rame (Cu) tramite galvanostegia.

La galvanostegìa, conosciuta anche come deposizione elettrochimica o elettrodeposizione, è un processo che permette di ricoprire un metallo con un sottile strato di un altro metallo sfruttando la deposizione elettrolitica. Lo spessore dello strato coprente può variare da 1 a circa 10 µm, dopodiché il suo stesso peso rischia di non farlo aderire adeguatamente.
Questo processo viene solitamente sfruttato per proteggere strutture metalliche dalla corrosione, ma può anche avere scopo decorativo. Ad esempio tramite galvanostegia è possibile ricoprire il rame con l'argento oppure l'acciaio con zinco, lo stagno, il nichel o il cromo.

## Etimologia
Galvanostegìa è una parola composta da galvano- e -stégo. Il prefissoide è tipico di una serie di parole scientifiche che sono in relazione con la corrente elettrica. Esso deriva a sua volta dal cognome del chimico italiano Luigi Galvani, che nel 1791 scoprì l'elettricità biologica. Galvano- però, non è l'unico prefisso che identifica una relazione con la corrente elettrica: elettro- è altrettanto comune (vedi: elettrochimica, elettroforesi, ecc.).
Il lemma -stègo deriva invece dal greco στέγω, che significa coprire.

## Storia

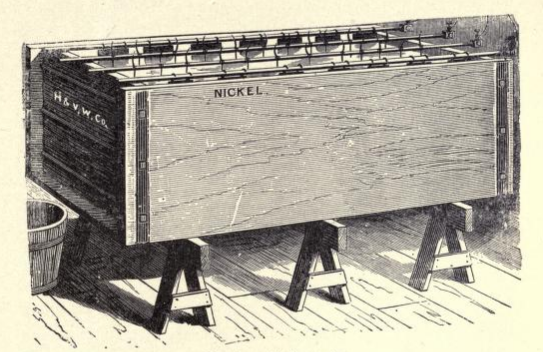
Raffigurazione di un'antica apparecchiatura utilizzata per lo svolgimento della galvanostegia

La galvanostegia fu inventata dal chimico italiano Luigi Valentino Brugnatelli nel 1805. La prima apparecchiatura per lo svolgimento della galvanostegia fu messa a punto da Johann Wilhelm Ritter quasi contemporaneamente. Entrambi utilizzarono la corrente elettrica generata da una pila voltaica, anch'essa appena inventata da Alessandro Volta, per facilitare la prima elettrodeposizione. Le invenzioni di Brugnatelli non furono utilizzate nell'industria per i successivi trent'anni, ma l'unico campo in cui vennero applicate era quello decorativo. Nel 1844 il chimico Francesco Selmi pubblica il primo manuale italiano di galvanica.
Fu intorno al 1850, dopo che l'elettrochimica venne approfondita, che la galvanostegia è stata applicata anche in campi non decorativi. L'industria della placcatura ha ricevuto un grande impulso con l'avvento dello sviluppo dei generatori elettrici alla fine del XIX secolo. Con correnti più elevate, i componenti in metallo delle macchine e le parti automobilistiche che richiedono protezione dalla corrosione o proprietà di usura migliorate, sono state galvanizzate.
Le due guerre mondiali e la crescente industria aeronautica hanno dato impulso a ulteriori sviluppi e perfezionamenti, inclusi processi come la cromatura dura, la placcatura in leghe di bronzo, la nichelatura sulfamato, insieme a numerosi altri processi di placcatura. Le apparecchiature per la placcatura si sono evolute da serbatoi di legno rivestiti di catrame azionati manualmente ad apparecchiature automatizzate, in grado di elaborare migliaia di chilogrammi all'ora di metallo.
Uno dei primi progetti del fisico americano Richard Feynman è stato lo sviluppo di una tecnologia per la galvanostegia del metallo sulla plastica.

## Esecuzione pratica
Di seguito viene riportata la normale procedura per svolgere un trattamento di galvanostegia.
In una vasca, che costituisce il cosiddetto bagno galvanico, contenente una soluzione acquosa del sale del metallo da depositare, sono immersi due elettrodi: il catodo è costituito dall'oggetto da ricoprire, mentre l'anodo può essere costituito dal metallo che deve essere depositato, da un altro metallo inerte o da grafite. A questi due elettrodi viene imposta una differenza di potenziale mediante un generatore di corrente. In tali condizioni i cationi del metallo da depositare si muoveranno verso il catodo (caricato negativamente), mentre gli anioni si muoveranno verso l'anodo (caricato positivamente).
Ai due elettrodi si hanno i seguenti fenomeni: 
- acquisto di elettroni al catodo (riduzione);
- produzione di elettroni all'anodo (ossidazione).

Sul catodo si depositano quindi i cationi, che acquistano elettroni dall'anodo e si trasformano in atomi metallici. In tal modo il catodo viene lentamente ricoperto da un sottile strato metallico mentre l'anodo, quando è sacrificale, viene lentamente consumato rilasciando ioni in soluzione. In relazione allo strato metallico che si intende depositare, che solitamente è di decine di micron o meno, per un determinato valore di densità di corrente (espressa in A/dm2) alla quale lavora il bagno e conoscendo la velocità di deposizione, basta impostare il tempo necessario per formare un deposito dello spessore desiderato. Alcuni bagni, come quelli utilizzati per il deposito di metalli nobili quali l'argento o l'oro, utilizzano anche una soluzione di ioni cianuro e per tale motivo sono detti "bagni al cianuro". Questo tipo di bagni richiede, per legge, operatori abilitati all'utilizzo del cianuro, abilitazione riconosciuta tramite concessione di un patentino rinnovabile. Rodio, nichel, rame, cromo e zinco sono altri metalli che vengono comunemente utilizzati in galvanostegia.

## Applicazioni
Sono processi di galvanostegia:

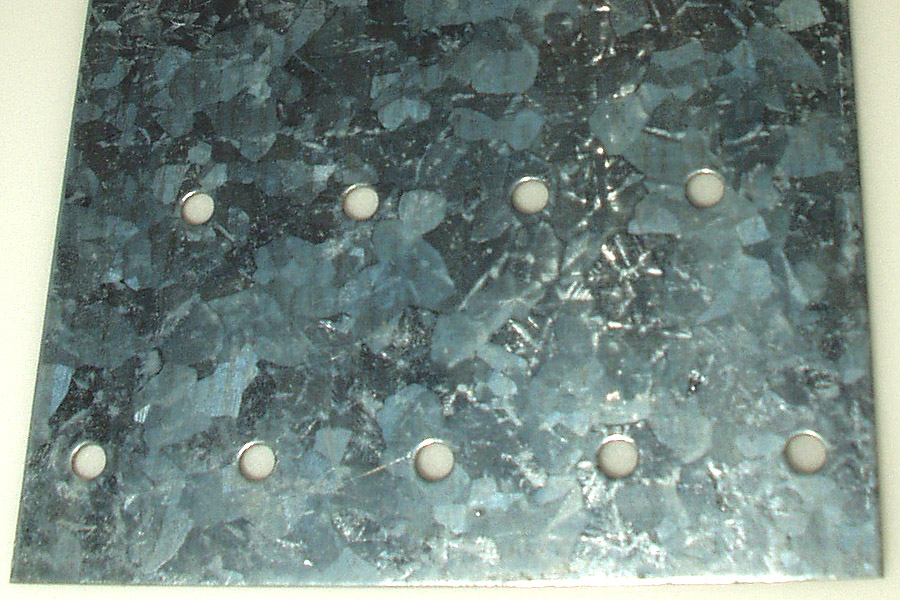
Un manufatto di acciaio zincato (o "galvanizzato")

- L'argentatura, la copertura elettrochimica di un metallo con argento, utilizzata per la produzione di argenteria e specchi;
- La cadmiatura, la copertura di un metallo con cadmio, utilizzata per aumentare la resistenza alla corrosione;[5]
- La cobaltatura, la copertura di un metallo con cobalto, utilizzata a scopo decorativo e per protezione superficiale;[6]
- La cromatura, la copertura di un metallo con cromo, utilizzata su ferro e acciaio, sia per aumentarne la resistenza sia per impedirne la corrosione, nonché per motivi estetici;
- La doratura, la copertura di un metallo con oro, è impiegata nell'oreficeria, nell'industria elettronica e a scopo decorativo su opere d'arte;
- La nichelatura, la copertura di un metallo con nichel, contribuisce ad aumentare la resistenza meccanica e la resistenza alla corrosione;
- L'ottonatura, la copertura di un metallo con ottone, è usata a scopo prevalentemente decorativo;
- La piombatura, la copertura di un metallo con piombo, utilizzata per aumentare il peso, la resistenza alla corrosione e l'assorbimento alle radiazioni γ di un oggetto;
- La platinatura, la copertura di un metallo con platino, utilizzata per aumentare la resistenza alla corrosione;[7]
- La ramatura, la copertura di un metallo con rame, usata per aumentare la conduttività elettrica;
- La rodiatura, la copertura di un metallo con rodio, usata per aumentare la brillantezza di gioielli;
- La stagnatura, la copertura di un metallo con stagno, usata prevalentemente per prevenire la formazione di ruggine;
- La zincatura (o galvanizzazione), la copertura di un metallo con zinco, utilizzata su materiali ferrosi viene impiegata per contrastarne l'ossidazione (formazione di ruggine);
- L’ossidazione anodica dell’alluminio e delle sue leghe.